# Jane Griffiths
Jane Griffiths (Exeter, 1970) è una poetessa britannica.
Da giovane si trasferì in Olanda. Studiò all'Università di Oxford, dove vinse il Newdigate prize per la poesia. Dopo aver preso la laurea, con una tesi su John Skelton, divenne un editore dell'Oxford English Dictionary.

## Lavori
- A Grip on Thin Air
- Icarus on Earth

| Controllo di autorità | VIAF (EN) 2758387 · ISNI (EN) 0000 0000 8082 6056 · LCCN (EN) no2001031414 · GND (DE) 1137274212 · BNF (FR) cb150672381 (data) |